# Vredepaal
De Vredepaal is de belangrijkste van een aantal grenspalen die in 1716 werden geplaatst om het grensconflict tussen Pruisisch Opper-Gelre en het tot de Republiek der Zeven Verenigde Nederlanden behorende Brabant tot een einde te brengen. Deze paal stond daar waar het huidige Defensiekanaal en het Afleidingskanaal bij elkaar komen op een hoekpunt van de grens van de huidige provincies Noord-Brabant en Limburg.
In 2008 werden zes nieuwe grenspalen geplaatst die, evenals de originele exemplaren, uit Belgische natuursteen, afkomstig van de Ardennen, werden gehouwen. Bij de Vredepaal werd een informatiepaneel geplaatst.